# Stud (Andenne)
Stud (en wallon: Stû) est un hameau de la ville belge d'Andenne dans la province de Namur, en Belgique. Situé sur les Hauts de Meuse (rive droite), sur la route de Bonneville il fait administrativement partie de la commune et ville d'Andenne (Région wallonne). Avant la fusion des communes de 1977, Stud faisait déjà partie de la commune d'Andenne.

## Situation
Cette localité se trouve à environ 2,5 km au sud-ouest du centre de la ville d'Andenne. On y accède par la 'côte de Stud' d'une longueur de 2 km présentant un dénivelé de 138 m. Stud avoisine aussi le hameau de Groynne situé plus au sud. 
Le hameau s'étire sur la partie sud de la colline de Stud culminant à l'altitude de 218 m (à l'ancien moulin de Stud). Au nord et sous cette colline, se trouve la rue et le petit hameau de Sous-Stud.

## Patrimoine
- La ferme d'Au Clair Chêne est une imposante bâtisse en carré bâtie en pierre calcaire à l'exception du corps de logis construit en brique.
- Dans la campagne au sud-ouest du hameau, se trouve la ferme de la Vaudaigle construite aussi en moellons de calcaire et datant du XVIIe siècle et du XVIIIe siècle. Elle flanquée sur son coin sud-est d'une tour ronde à quatre niveaux percée de petites ouvertures. Initialement, construction en U, la ferme est désormais devenue une ferme en carré par l'adjonction d'une aile récente du côté ouest[2]. La partie ancienne de la ferme est reprise sur la liste du patrimoine immobilier classé d'Andenne depuis 1982.
- Le golf club d'Andenne occupe une partie de la colline de Stud, par ailleurs essentiellement boisée.